# Coupe de la Ligue 2025-2026 (calcio femminile)
La Coupe de la Ligue 2025-2026 sarà la 1ª edizione dell'omonima competizione calcistica femminile francese. Il torneo inizierà il 13 settembre 2025 e si concluderà il 14 marzo 2026 ad Abidjan, in Costa d'Avorio.

## Squadre partecipanti
Partecipano alla competizione tutte e 24 le squadre militanti nelle prime due divisioni calcistiche femminili francesi nella stagione 2025-2026: 12 dalla Première Ligue e 12 dalla Seconde Ligue.
| Squadre             | Squadre       |
| Premierè Ligue      | Seconde Ligue |
| ------------------- | ------------- |
| Digione             | Auxerre       |
| Fleury              | Grenoble      |
| Le Havre            | Guingamp      |
| Lens                | Le Mans       |
| Montpellier         | Lilla         |
| Nantes              | Metz          |
| OL Lyonnes          | Nizza         |
| Olympique Marsiglia | Rodez         |
| Paris FC            | Saint-Malo    |
| Paris Saint-Germain | Stade Reims   |
| Saint-Étienne       | Thonon Évian  |
| Strasburgo          | Tolosa        |

## Date
Le date della manifestazione, sono state comunicate assieme al regolamento della competizione.
| Fase                        | Turno            | Data              |                   |
| --------------------------- | ---------------- | ----------------- | ----------------- |
| Fase a gironi               | Prima giornata   | 13 settembre 2025 | 13 settembre 2025 |
| Fase a gironi               | Seconda giornata | 11 ottobre 2025   | 11 ottobre 2025   |
| Fase a gironi               | Terza giornata   | 15 novembre 2025  | 15 novembre 2025  |
| Fase a gironi               | Quarta giornata  | 10 dicembre       | 10 dicembre       |
| Fase a gironi               | Quinta giornata  | 7 gennaio         | 7 gennaio         |
| Fase a eliminazione diretta | Quarti di finale | 4 febbraio 2026   | 4 febbraio 2026   |
| Fase a eliminazione diretta | Semifinali       | 14 febbraio 2026  | 14 febbraio 2026  |
| Fase a eliminazione diretta | Finale           | 14 marzo 2026     | 14 marzo 2026     |

## Formula
La competizione si articola in due fasi successive: gironi eliminatori e fase finale a 8. Ai gironi eliminatori partecipano 21 società, suddivise per sorteggio in cinque gironi: uno da cinque squadre e gli altri da quattro squadre ciascuno. Alla fase finale partecipano le cinque società che hanno ottenuto la qualificazione dai gironi eliminatori e le tra squadre che nella stagione precedente di massima serie si sono qualificate per la UEFA Women's Champions League. La fase finale a otto è strutturata con quattro gare di quarti, due gare di semifinale e una finale per il primo e secondo posto, tutte in gara unica. Gli abbinamenti e l'ordine di svolgimento delle semifinali saranno determinati tramite sorteggio.

## Fase a gironi

### Girone A
| Pos | Squadra     | Pt | G | V | N | P | GF | GS | DG |
| --- | ----------- | -- | - | - | - | - | -- | -- | -- |
| 1.  | Strasburgo  | 0  | 0 | 0 | 0 | 0 | 0  | 0  | 0  |
| 2.  | Digione     | 0  | 0 | 0 | 0 | 0 | 0  | 0  | 0  |
| 3.  | Metz        | 0  | 0 | 0 | 0 | 0 | 0  | 0  | 0  |
| 4.  | Stade Reims | 0  | 0 | 0 | 0 | 0 | 0  | 0  | 0  |
| 5.  | Auxerre     | 0  | 0 | 0 | 0 | 0 | 0  | 0  | 0  |

### Girone B
| Pos | Squadra       | Pt | G | V | N | P | GF | GS | DG |
| --- | ------------- | -- | - | - | - | - | -- | -- | -- |
| 1.  | Saint-Étienne | 0  | 0 | 0 | 0 | 0 | 0  | 0  | 0  |
| 2.  | Nizza         | 0  | 0 | 0 | 0 | 0 | 0  | 0  | 0  |
| 3.  | Grenoble      | 0  | 0 | 0 | 0 | 0 | 0  | 0  | 0  |
| 4.  | Thonon Évian  | 0  | 0 | 0 | 0 | 0 | 0  | 0  | 0  |

### Girone C
| Pos | Squadra             | Pt | G | V | N | P | GF | GS | DG |
| --- | ------------------- | -- | - | - | - | - | -- | -- | -- |
| 1.  | Montpellier         | 0  | 0 | 0 | 0 | 0 | 0  | 0  | 0  |
| 2.  | Olympique Marsiglia | 0  | 0 | 0 | 0 | 0 | 0  | 0  | 0  |
| 3.  | Rodez               | 0  | 0 | 0 | 0 | 0 | 0  | 0  | 0  |
| 4.  | Tolosa              | 0  | 0 | 0 | 0 | 0 | 0  | 0  | 0  |

### Girone D
| Pos | Squadra | Pt | G | V | N | P | GF | GS | DG |
| --- | ------- | -- | - | - | - | - | -- | -- | -- |
| 1.  | Lens    | 0  | 0 | 0 | 0 | 0 | 0  | 0  | 0  |
| 2.  | Fleury  | 0  | 0 | 0 | 0 | 0 | 0  | 0  | 0  |
| 3.  | Lilla   | 0  | 0 | 0 | 0 | 0 | 0  | 0  | 0  |
| 4.  | Le Mans | 0  | 0 | 0 | 0 | 0 | 0  | 0  | 0  |

### Girone E
| Pos | Squadra    | Pt | G | V | N | P | GF | GS | DG |
| --- | ---------- | -- | - | - | - | - | -- | -- | -- |
| 1.  | Nantes     | 0  | 0 | 0 | 0 | 0 | 0  | 0  | 0  |
| 2.  | Guingamp   | 0  | 0 | 0 | 0 | 0 | 0  | 0  | 0  |
| 3.  | Le Havre   | 0  | 0 | 0 | 0 | 0 | 0  | 0  | 0  |
| 4.  | Saint-Malo | 0  | 0 | 0 | 0 | 0 | 0  | 0  | 0  |

## Fase a eliminazione diretta

### Quarti di finale
| Squadra 1           | Risultato | Squadra 2   |
| ------------------- | --------- | ----------- |
| OL Lyonnes          | -         | Sconosciuta |
| Paris Saint-Germain | -         | Sconosciuta |
| Paris FC            | -         | Sconosciuta |
| Sconosciuta         | -         | Sconosciuta |

### Semifinali
| Squadra 1   | Risultato | Squadra 2   |
| ----------- | --------- | ----------- |
| Sconosciuta | -         | Sconosciuta |
| Sconosciuta | -         | Sconosciuta |

### Finale
| Abidjan 14 marzo 2026, ore --:-- CEST |  | – |  |  |